# At Seventeen
"At Seventeen" is een nummer van de Amerikaanse singer-songwriter Janis Ian. Het nummer werd uitgebracht op haar album Between the Lines uit 1975. In augustus van dat jaar werd het nummer uitgebracht als de tweede single van het album.

## Achtergrond
"At Seventeen" is geschreven door Ian zelf op 24-jarige leeftijd. Ze raakte geïnspireerd om het nummer te schrijven nadat zij een artikel in The New York Times las over een jonge vrouw die dacht dat haar leven zou verbeteren na een debutantenbal, maar teleurgesteld raakte toen dit niet het geval was. Hoewel het meisje in het artikel achttien jaar was, veranderde Ian dit naar zeventien omdat het beter bij de instrumentatie paste. Ze voelde zich niet zeker om een nummer over de highschool te schrijven, aangezien zij nooit een homecoming of een prom had meegemaakt. De opname vond plaats op 17 september 1974 en het nummer was binnen drie dagen voltooid.
"At Seventeen" is een softrocknummer over een buitenbeentje in een highschool. Zo vindt de ik-persoon dat liefde niet voor haar geschikt is en vindt ze zichzelf niet aantrekkelijk en een lelijk eendje. Ian vertelde dat het "lelijke eendje" was geïnspireerd door Billie Holiday, die beschreef dat haar muziek altijd een beetje hoop bevatte. Ian schreef het laatste couplet om de band met de luisteraar te verstevigen. Het nummer groeide uit tot een anthem in de lgbt-gemeenschap, waarbij vooral de eerste regel ("I learned the truth at seventeen"; ik leerde de waarheid kennen toen ik zeventien was) wordt aangeduid als een persoon ontdekt dat deze homoseksueel is. Ian, die zelf in 1993 uit de kast kwam als lesbienne, was verrast over de steun van deze gemeenschap.
"At Seventeen" zou oorspronkelijk niet als single worden uitgebracht, omdat het te lang zou zijn en te veel tekst zou bevatten. "When the Party's Over" werd gekozen als de eerste single van het album. Na een tijdje vroeg producer Herb Gart aan radiostations om enkel de eerste minuut van het nummer te draaien, gevolgd door een oproep aan de luisteraars om te bellen en de rest van het nummer aan te vragen. Dit bleek een succesvolle strategie en het nummer werd toch op single uitgebracht, alhoewel in een versie van 3:56 minuten, waar de albumversie 4:43 minuten duurde. De single bereikte de derde plaats in de Amerikaanse Billboard Hot 100 en behaalde in de Adult Contemporary-lijsten de nummer 1-positie. Ook in Canada, Australië en Nieuw-Zeeland bereikte het de hitlijsten. Ian ontving voor het nummer in 1976 een Grammy Award voor het nummer in de categorie Best Pop Vocal Performance, Female. Ian wilde het nummer oorspronkelijk niet live uitvoeren en sloot tijdens de eerste zes maanden dat ze het uitvoerde haar ogen om de reactie van het publiek niet te hoeven zien. Desondanks zorgde het er wel voor dat haar populariteit groter werd; Ian zei dat ze wist dat het een succesvol nummer was toen haar publiek groeide van honderd naar achthonderd mensen.
"At Seventeen" is gecoverd door onder meer at17 (die zichzelf naar het nummer hebben vernoemd), Ray Conniff met Jackie Ward, DHT, Céline Dion, Claude François (een Franse versie onder de titel "17 ans"), Carly Rae Jepsen, Tara McLean, Maureen McGovern en Julia Sawalha. Het nummer is tevens gebruikt in veel films en televisieseries, waaronder 30 Rock, Absolutely Fabulous: The Movie, The Blacklist, The End of the F***ing World, Mean Girls, The Simpsons (in drie verschillende afleveringen) en Teaching Mrs. Tingle.

## Radio 2 Top 2000
| Nummer met noteringen in de NPO Radio 2 Top 2000 | '99 | '00 | '01 | '02 | '03 | '04 | '05 | '06 | '07 | '08 | '09 | '10 | '11 | '12 | '13 | '14  | '15  | '16  | '17  | '18  | '19  | '20  | '21  | '22  | '23  | '24  |
| ------------------------------------------------ | --- | --- | --- | --- | --- | --- | --- | --- | --- | --- | --- | --- | --- | --- | --- | ---- | ---- | ---- | ---- | ---- | ---- | ---- | ---- | ---- | ---- | ---- |
| At Seventeen                                     | 894 | 716 | 613 | 741 | 792 | 621 | 857 | 761 | 743 | 719 | 867 | 773 | 824 | 767 | 994 | 1131 | 1359 | 1449 | 1467 | 1306 | 1527 | 1290 | 1518 | 1441 | 1443 | 1489 |

1. ↑  Een vetgedrukt getal geeft de hoogste notering aan.